# Ениколопов, Сергей Николаевич
Серге́й Никола́евич Ениколо́пов (род. 30 августа 1948, Ереван) — советский и российский психолог, кандидат психологических наук, руководитель отдела медицинской психологии ФГБНУ «Научный центр психического здоровья», ведущий научный сотрудник кафедры психологии личности факультета психологии МГУ имени М.В. Ломоносова.

## Биография
Родился 30 августа 1948 года в Ереване в семье учёного-химика, академика Академии наук СССР Николая Сергеевича Ениколопова.
С 1967 по 1968 год учился в Московском физико-техническом институте.
С 1968 по 1972 год учился на факультете психологии Московского государственного университета им. М. В. Ломоносова.
С 1971 по 1983 год работал во Всесоюзном институте по изучению причин и разработке мер предупреждения преступности Прокуратуры СССР.
В 1983 году начал работу в Научном центре психического здоровья Российской академии медицинских наук (до 1991 года — Всесоюзный научный центр психического здоровья Академии медицинских наук СССР).
В 1984 году защитил диссертацию на соискание учёной степени кандидата психологических наук по теме «Агрессия и агрессивность насильственных преступников».
В 1989 году назначен заведующим лабораторией психосоциальных исследований НЦПЗ РАМН. Стал доцентом кафедры нейро- и патопсихологии факультета психологии МГУ им. М. В. Ломоносова.
С 1996 по 2001 год — заведующий кафедрой клинической психологии факультета психологии Московского государственного гуманитарного университета им. М. А. Шолохова.
С 1998 года — руководитель Отдела клинической психологии НЦПЗ РАМН.
С 2005 по 2014 год возглавлял кафедру криминальной психологии факультета юридической психологии Московского городского психолого-педагогического университета.
Член правления Московского отделения Российского общества психологов, член правления Российского общества психиатров, член Международного общества по изучению агрессии (ISRA). Действительный член (академик) Российской академии медико-технических наук. Член Большого жюри конкурса «Золотая Психея».

## Семья
Жена — Елена Владимировна Ениколопова (род. 1948), нейропсихолог
Сын — Николай Сергеевич Ениколопов (род. 1974), журналист
Сын — Рубен Сергеевич Ениколопов (род. 1978), российский учёный-экономист, ректор Российской экономической школы в 2018—2022 годах.

## Научная деятельность
В советской психологии в области изучения агрессии насчитывались лишь единичные работы. С. Н. Ениколопов был одним из первых исследователей криминальной агрессии.. В 1989 г. им был адаптирован опросник Басса-Дарки для диагностики агрессивного и враждебного поведения (Buss-Durkey Inventory).
Совместно с Е. И. Шлягиной предложил понятие актуального этнопсихологического статуса: «степень выраженности и знак этнической идентификации личности, направленность и содержание авто- и гетеростереотипов, уровень этнической толерантности (отсутствие или ослабление реагирования на какой-либо неблагоприятный фактор, терпимость к чужому образу жизни, поведению, обычаям, чувствам, мнениям, идеям верованиям), а также возможные трансформации её мотивационно-смысловой сферы, которые возникают при взаимодействии с представителями других этнических групп и при решении конфликтных ситуаций в этнокультурной среде». Данный конструкт дает возможность прогнозирования поведения субъекта при встрече с другой этнической культурой.
В сферу научных интересов С. Н. Ениколопова входят психосоматика, психология агрессивного поведения, психология виктимности, психология юмора, этнопсихология.

## Издательская деятельность
Член редакционных коллегий журналов:
- «Психиатрия»[7]
- «Психология и право»
- «Психологические исследования»[8]

Член редакционных советов журналов:
- «Армянский журнал психического здоровья»
- «Обозрение психиатрии и медицинской психологии имени В. М. Бехтерева[англ.]»[9]
- «Медицинская психология в России»[10]

## Преподавательская деятельность
Под его руководством защищено 27 кандидатских диссертаций.

## Награды и звания
- 1998 — медаль «В память 850-летия Москвы».
- 2008 — медаль им. Г. И. Челпанова «За вклад в развитие психологической науки» I степени.
- 2024 — медаль «300 лет Российской Академии Наук».

## Основные публикации
Автор более 250 научных работ в отечественных и зарубежных изданиях.
- Ениколопов, С. Н. Понятие агрессии в современной психологии / С. Н. Ениколопов // Прикладная психология. — 2001. — № 1. — С. 60-72.
- Ениколопов С. Н., Ерофеева Л. В., Соковня И. и др. Профилактика агрессивных и террористических проявлений у подростков. — М.: Просвещение, 2002.
- Ениколопов С. Н., Забрянский Г. И., Цимбал Е. И., Якутова М. А. Правонарушающее поведение несовершеннолетних: описание, объяснение, противодействие. — М.: Новая юстиция, 2005.
- Шабельников В. К., Синягин Ю. В., Синягина Н. Ю., Ениколопов С. Н., Рябова Т. В. Насилие, направленное против собственной жизни и здоровья: Пособие для медицинских и социальных работников. — М.: ФГУ «Государственный НИИ семьи и воспитания», 2005.
- Ениколопов С. Н., Лебедев С. В., Бобосов Е. А. Влияние экстремального события на косвенных участников // Психологический журнал. 2004. т.25. № 6. с.73-76.
- Ениколопов С.Н. Терроризм и агрессивное поведение // Национальный психологический журнал. 2006. — c. 28-32.
- Ениколопов С. Н., Цибульский Н. П. Психометрический анализ русскоязычной версии Опросника диагностики агрессии А.Басса и М.Перри // Психологический журнал. 2007. № 1. с. 115—124.
- Ениколопов С. Н. Психология враждебности в медицине и психиатрии // Терапия психических расстройств. 2007. № 1. — с. 18-22.
- Ениколопов С. Н., Умняшкина Д. А. Психологические проблемы патологического влечения к азартным играм // Вопросы психологии. 2007. № 3. — с. 82-99.
- Ениколопов С. Н., Иванова Е. М. Психопатология и чувство юмора // Современная терапия психических расстройств. 2009. № 1. — с. 19-24.
- Ениколопов, С. Н.  Бытующие представления о мужской и женской агрессии / С. Н. Ениколопов, А. А. Кузьминых // Психологическая наука и образование. — 2011. — № 5. — C. 70-80.
- Ениколопов С. Н. Методы исследования агрессии в клинической практике. Диагностика в медицинской психологии: традиции и перспективы. — М.: 2011. — с. 82-100.
- Ениколопов С. Н. Психология зла // Психологические исследования духовно-нравственных проблем / Под ред. Журавлев А. Л., Юревич А. В. М.: Когито-Центр, 2011. — с. 308—335.